# Contratenor
Un contratenor este un solist vocal (bărbat) care, printr-un efort de rezonanță toracică, reușește să-și controleze (regleze) coardele vocale în așa fel încât cântă cu voce de contralto (între tenor și mezzo-soprană) sau chiar de mezzo-soprană (foarte rar ca o soprană). Pentru aceasta el folosește așa-numita voce de cap. O voce de contratenor bună nu se deosebește practic de vocea de mezzo-soprană. Media de vârstă favorabilă vocii de contratenor este de 30-35 de ani.